# Красный Алтай
Кра́сный Алта́й — посёлок в Родинском районе, Алтайский край, Россия. Входит в состав Центрального сельсовета.

## География
Рельеф территории, на которой расположен посёлок, равнинный. Река Кучук протекает на юго-западе села.
Климат
Резко континентальный. Продолжительная морозная зима и жаркое короткое лето. В январе воздух промерзает до минус 17,7°С, в июле прогревается до плюс 20,5°С, может подниматься до 35°С. Годовое количество атмосферных осадков 320 мм. Часто дуют ветра юго-западного направления, средняя годовая скорость ветра 4,5 м/сек. При ветре со скоростью более 6 м/сек. происходят пыльные бури, зимой — метели.
Уличная сеть:
В посёлке 3 улицы: Алтайская, Зелёная и Новая.
Расстояние до:
- районного центра Родино: 24 км.
- краевого центра Барнаул: 264 км.

Ближайшие населенные пункты:
Пятков Лог 7 км, Центральное 7 км, Вознесенка 12 км, Коминтерн 13 км, Ярославцев Лог 14 км, Новокормиха 20 км, Каяушка 25 км.

## Население
| 1926 | 1997 | 1998 | 1999 | 2000 | 2001 | 2002 |
| ---- | ---- | ---- | ---- | ---- | ---- | ---- |
| 67   | ↗494 | ↘486 | ↗490 | ↗498 | ↘465 | ↗471 |
| 2003 | 2004 | 2005 | 2006 | 2007 | 2008 | 2009 |
| ↘457 | ↘426 | ↗427 | ↗433 | ↘429 | ↗431 | ↘410 |
| 2010 | 2011 | 2012 | 2013 |      |      |      |
| ↗436 | ↘432 | ↘430 | ↘416 |      |      |      |

## История
Вначале был образован посёлок в виде коммуны на месте заимки Лубягина в 1920 году. В коммуне в первые годы вначале жили и работали 187 человек (в том числе 2 грамотных), а к 1926 году число коммунаров уменьшилось почти вдвое, в ней остался 71 житель. В 1922 году 7 семей вышли из коммуны, чтобы вести единоличные хозяйства. Они основали рядом с коммуной маленький поселок Осиновка, который затем в марте 1964 года был передан в состав Родинского района, в связи с образованием колхоза «Красный Алтай».

## Инфраструктура
В селе работают два сельскохозяйственных предприятия: ЗАО «Красный Алтай» и СПК "Колхоз «Красный Алтай», муниципальные услуги жителям предоставляет МУП «Ярославское», фильмы показывает киноустановка в сельском клубе, есть школа, ФАП, библиотека.
Транспорт
Село соединяет с районным и областным центром сеть автодорог, в том числе региональная трасса 01Н-3702 Родино — Красный Алтай.